# NXT Vengeance Day (2024)
NXT Vengeance Day 2024 року — це шоу професійного реслінгу, організоване WWE. Це був четвертий щорічний захід «Vengeance Day» (укр. День помсти), проведений підготовчим брендом NXT і 12-е шоу з даною назвою загалом. Подія транслювалася на платформах WWE і відбулася 4 лютого 2024 року на арені F&M Bank у Кларксвілі, штат Теннессі.
На «Vengeance Day» було проведено шість поєдинків. У головному з них — Ілья Драгунов переміг Тріка Вільямса і зберіг титул чемпіона NXT. В інших примітних матчах Барон Корбін і Брон Брейккер перемогли Кармело Хейза і Тріка Вільямса, вигравши чоловічий турнір Dusty Rhodes Tag Team Classic, а Лайра Валькірія перемогла Роксанн Перес і Лолу Вайс, зберігши титул чемпіонки NXT (цей поєдинок розпочався як одиночний матч між Валькірією і Перес, проте в середині дійства Вайс використала свій контракт «Breakout Tournament», перетворивши бій на тристоронній).

## Матчі
| №                                                    | Результати | Умови | Час   |
| ---------------------------------------------------- | --- | --- | ----- |
| 1                                                    | Барон Корбін та Брон Брейккер перемогли Трік Мело Ґенґ (Кармело Хейз й Трік Вільямс) утриманням опонента.                                                             | Командний матч. Фінал турніру Dusty Rhodes Tag Team Classic з титульним матчем за командне чемпіонство NXT на кону. | 14:27 |
| 2                                                    | Дайджак переміг Джо Ґейсі утриманням опонента. | Одиночний матч без дискваліфікацій                                                                                  | 11:56 |
| 3                                                    | Сім'я Д'Анджело (Тоні Д'Анджело, Ченнінг «Стакс» Лоренцо й Адріанна Ріццо) перемогли ОТМ (Люсьєн Прайс, Бронко Німа й Джайда Паркер) (зі Скриптс) утриманням опонента | Командний змішаний матч 3-на-3                                                                                      | 10:11 |
| 4                                                    | Лайра Валькірія (c) перемогла Роксанн Перес й Лолу Вайс утриманням опонентки.                                                                                         | Тристоронній матч за чемпіонство NXT серед жінок Вайс використала контракт "Breakout Tournament" для участі у матчі | 13:30 |
| 5                                                    | Оба Фемі (c) переміг Дреґона Лі утриманням опонента. | Одиночний матч за Північноамериканське чемпіонство NXT                                                              | 10:56 |
| 6                                                    | Ілья Драгунов (c) переміг Тріка Вільямса (з Кармело Хейзом) утриманням опонента.                                                                                      | Одиночний матч за чемпіонство NXT                                                                                   | 17:58 |
| \| (c) \| – чемпіон(-и) на момент старту поєдинку \| | | |       |
| (c)                                                  | – чемпіон(-и) на момент старту поєдинку | |       |